# Австралійсько-українські економічні відносини

Розташування України(оранжевий) та Австралії(зелений)

Українсько-австралійські економічні відносини — частина  двосторонніх відносин між Україною та Австралійським Союзом в галузі міжнародних економічних відносин.
Австралія є ключовим торговельним партнером України в Океанії, але обсяг цієї торгівлі відносно невеликий (менше 1%).

## Сегменти торгівлі
Основними сегментами імпорту є:
- мінеральні палива(кам'яне вугілля, антрацит);

- продукти машинобудування;
- фармацевтична продукція;
- оптичні пристрої;
- деревину;
- ювелірні вироби;
- вовна;
- вироби з пластмаси;

- папір та картон.

Основними сегментами експорту є:
- металургія та машинобудування(суднобудування);
- жири і олії тваринного і рослинного походження;
- вироби з пластмаси

## Історія

### 1992-2014

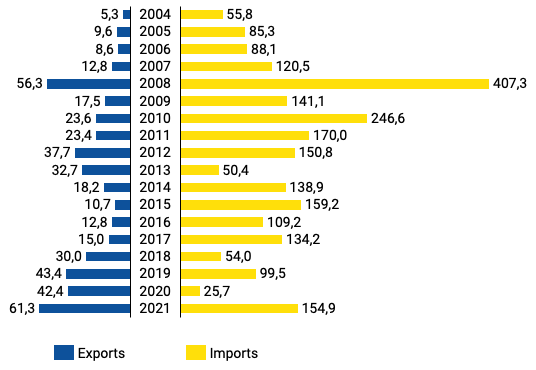
Статистика торгівлі товарами України і Австралії 2004-2021 роки

Перші роки української незалежності торгівля між Україною та Австралією не розвивалася достатньо, але поступово темпи торгівлі збільшувалися.
2008 — рік найбільшої торгівлі між країнами (збільшення експорту на 440,2%  та збільшення імпорту на 341% порівняно з 2007 роком).

### 2014-2021
Через початок війни на сході України експорт значно скоротився, але в 2018 практично повернувся до відмітки 2013 року.
У 2020 році імпорт з Австралії скоротився практично в 4 рази(99,5 млн дол. на 25,7 млн дол.). Це єдиний рік коли сальдо було додатнім для України(25,7 млн дол. експорту та 42,4 млн дол. імпорту, позитивне сальдо 16 млн дол.).

### 2022-2024

#### 2022-2023

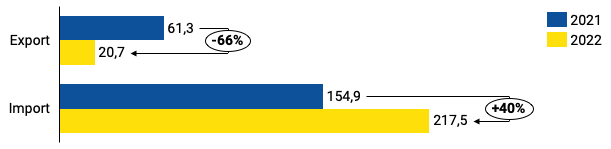
Експорт до Австралії та імпорт до України у 2021-2022 роках

У звязку з початком російського вторгнення в Україну у 2022 році експорт значно впав, а імпорт збільшився. Австралія задля підтримки української економіки відмінила мито.  Улітку 2023 року скасування ввізного мита було продовжено ще на рік.

#### 2024

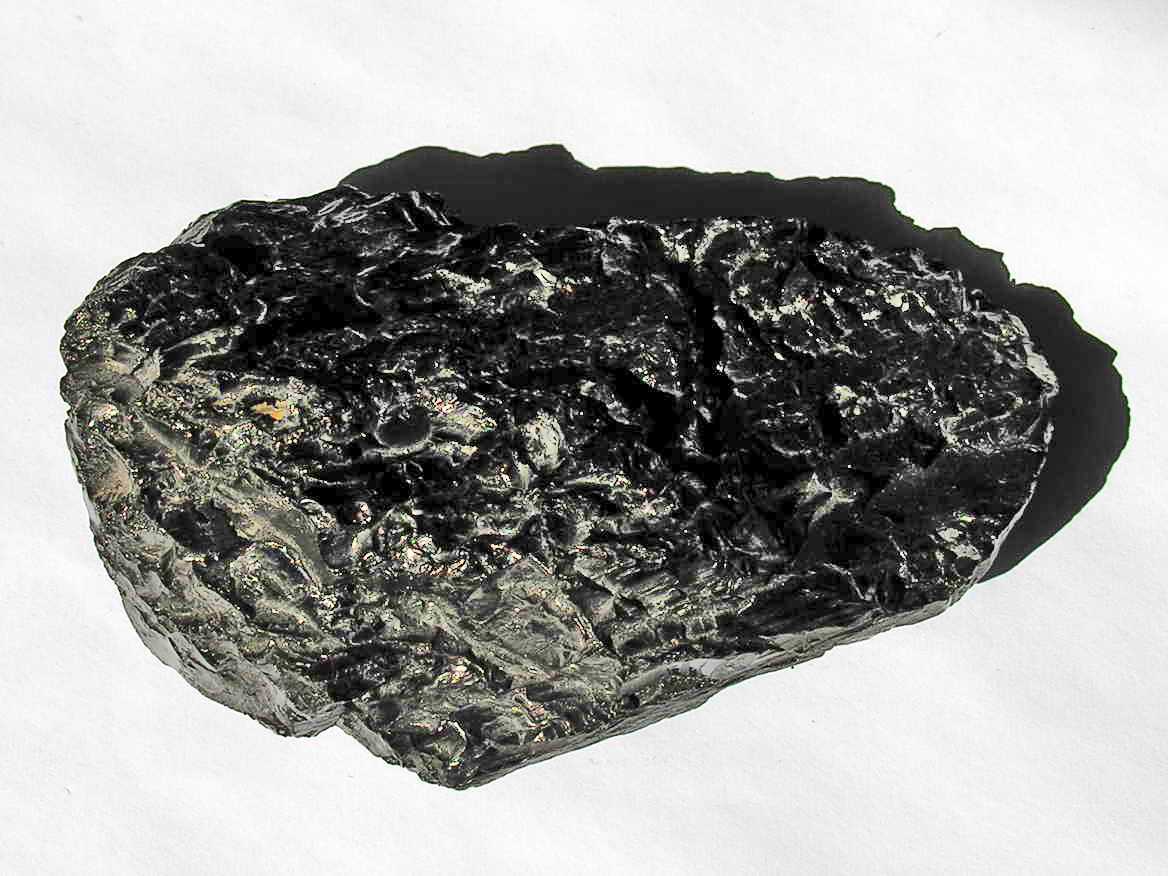
антрацит

Експорт товарів з України за 9 місяців 2024 р. склав 12,114 млн дол., імпорт в Україну – 104,528 млн дол. Негативне сальдо  становить 92,414 млн дол.
Структура експорту товарів за 9 місяців 2024 року:
- яхти та інші плавучі засоби – 2289 млн дол. (18.9% від загального експорту);
- насоси,компресори та вентилятори; витяжні ковпаки чи шафи з вентилятором - 2276 (18.8%);
- олії – 1782 (14.71%).[1]

Структура імпорту товарів:
- вугілля кам'яне, антрацит – 90333 млн дол. (86.42% загального імпорту),
- пристрої ортопедичні; пристрої для лікування переломів; штучні частини тіла; слухові апарати – 1568 (1.5%),
- вина виноградні; сусло виноградне – 1457 (1.39%).[1]